# Roman Holiday
Roman Holiday (en España, Vacaciones en Roma;  en Hispanoamérica, La princesa que quería vivir) es una película de comedia romántica estadounidense de 1953 dirigida y producida por William Wyler, y con actuación de Gregory Peck y Audrey Hepburn. Relata la historia de la princesa Anna, una noble europea de un país no identificado, que intentando escapar a sus responsabilidades diplomáticas, pasa una noche y un día en la ciudad de Roma, luego de escapar a la supervisión del personal de protocolo. Se convertiría en el primer gran filme de Hepburn, y catapultaría su carrera cinematográfica.
La película fue propuesta como candidata a siete Premios de la Academia, obteniendo tres: mejor actriz para Hepburn, mejor diseño de vestuario para una película en blanco y negro para Edith Head y otro para Dalton Trumbo al mejor argumento. Originalmente, Trumbo no recibió créditos en el filme debido a que se encontraba en la "lista negra de Hollywood" por acusaciones de tener simpatía por el Partido Comunista de los Estados Unidos, y póstumamente se le restituiría en los créditos de la película y su Premio Óscar.
Fue filmada en los estudios de Cinecittà y en los alrededores de Roma durante la llamada época de "Hollywood en el Tíber". La película se proyectó en el 14.º Festival Internacional de Cine de Venecia dentro del programa oficial.
En 1999, Roman Holiday fue seleccionada por la Biblioteca del Congreso de Estados Unidos para su conservación en el National Film Registry por ser "cultural, histórica o estéticamente significativa".
Forma parte del AFI's 10 Top 10 como la cuarta mejor película en la categoría "Comedia romántica", e igualmente en el mismo lugar en el listado de las cien mejores historias de amor del cine estadounidense.

## Argumento
La princesa Anna (Audrey Hepburn), heredera al trono de un Estado europeo, se encuentra en Roma en visita oficial. Frustrada y cansada de sus obligaciones y de la soledad de la vida cortesana, y tras el consejo médico de hacer lo que le apetezca durante unas horas, decide escaparse de su embajada durante la noche y vivir la vida de un ser común y corriente, sin protocolos ni barreras sociales. El efecto de un sedante administrado horas antes, hace que se duerma en un banco, donde Joe Bradley (Gregory Peck), un periodista estadounidense del "Servicio de Noticias Estadounidense", la encuentra sin reconocerla. Pensando que está ebria, y tras la negativa del taxista a seguir con ella en el vehículo, Joe la lleva a pasar la noche a su apartamento.
A la mañana siguiente, Joe se retrasa y se apresura a ir a trabajar y le dice a su editor, el Sr. Hennessy (Hartley Power), detalles falsos de su supuesta conferencia de prensa con la princesa. Cuando Hennessy le informa que el evento fue cancelado y le muestra una noticia sobre su "repentina enfermedad", se da cuenta de quién es en realidad la persona en su apartamento. Al ver una oportunidad, Joe propone una entrevista exclusiva con la princesa y Hennessy acepta.

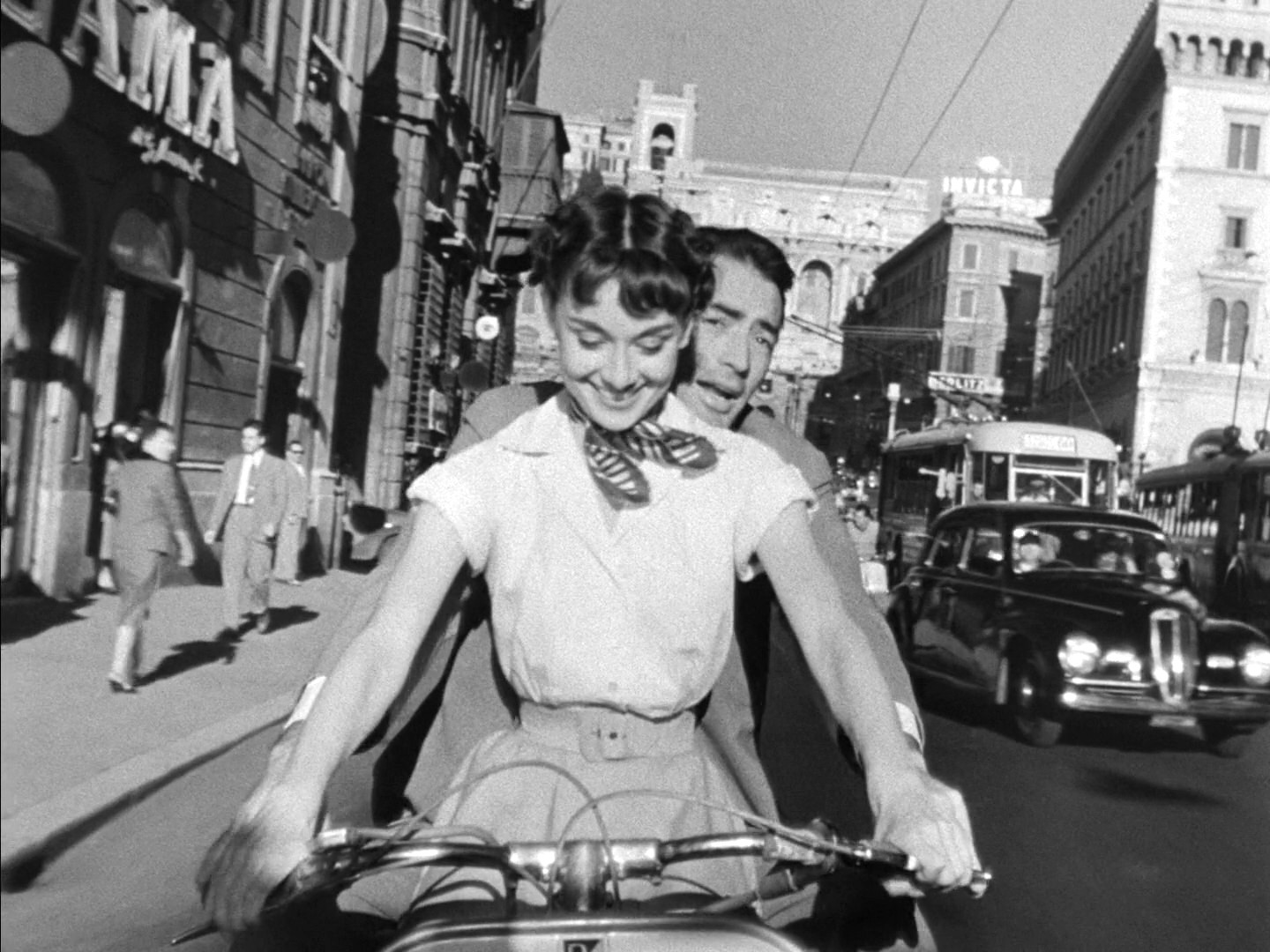
Joe y Anna en una motocicleta Vespa por las calles de Roma.
Fotograma del tráiler.

Joe se apresura a su casa y, ocultando el hecho de que es un periodista, ofrece mostrarle a su invitada "Anya" las atracciones de Roma. También llama a su amigo fotógrafo, Irving Radovich (Eddie Albert), para acompañarlo y tomar fotos en secreto. Sin embargo, Anna rechaza la oferta de Joe y se va. Disfrutando de su libertad, explora un mercado al aire libre. Joe la sigue y "accidentalmente" la encuentra en la escalinata de la plaza de España. Esta vez la convence de pasar el día con él y la lleva a un café, donde se encuentra con Irving. Más tarde, cuando ella trata de conducir la Vespa en la que la llevó a dar un paseo, son arrestados y logran salir sin problemas solo después de que Joe e Irving muestren sus pases de prensa.
Esa noche, en un baile en un bote cerca del Castillo Sant'Angelo, los agentes del gobierno llamados por la embajada encuentran a Anna e intentan obligarla a seguirlos. Anna toma parte en la pelea que se desata, durante la cual Joe es emboscado y cae al río y Anna salta para salvarlo. Después de alejarse nadando y de que la policía arreste a los agentes, comparten un beso mientras se sientan temblando en la orilla del río Tíber. Más tarde, sabiendo que sus responsabilidades reales deben reanudarse, Anna se despide con lágrimas en los ojos de Joe y regresa a la embajada.
Mientras tanto, Hennessy ha llegado a sospechar que la princesa no estaba enferma como se alega e intenta que Joe admita lo que sabe al respecto. Joe, sin embargo, ha decidido no escribir la historia, aunque luego le dice a Irving que es libre de vender sus fotografías. Luego se van a la conferencia de prensa pospuesta en la embajada, sorprendiendo a la Princesa Anna.
Al final de la entrevista, la princesa pide inesperadamente encontrarse con los periodistas, dándose la mano y hablando brevemente con cada uno. Al llegar a Joe e Irving, este último le presenta un sobre que contiene las fotografías que tomó. Después de la entrevista, Joe abandona la embajada solo.

## Reparto
- Gregory Peck como Joe Bradley.
- Audrey Hepburn como la princesa Anna.
- Eddie Albert como Irving Radovich.
- Hartley Power como el Sr. Hennessy, jefe de Joe.
- Harcourt Williams como el embajador del país de Anna.
- Margaret Rawlings como la condesa Vereberg, dama de compañía de Anna.
- Tullio Carminati como el general Provno.
- Paolo Carlini como Mario Delani.
- Claudio Ermelli como Giovanni.
- Paola Borboni como limpiadora.
- Laura Solari como secretaria.
- Alfredo Rizzo como el conductor del taxi.
- Gorella Gori como la vendedora de zapatos.

## Producción

### Guion
Wyler corrió el riesgo de contratar como guionista a Dalton Trumbo, hombre marcado y perseguido por la Comisión de Actividades Antiamericanas del senador Joseph McCarthy. Inicialmente, y durante cuarenta años, se acreditó la película a Ian McLellan Hunter, a quien habían acreditado el guion para no despertar sospechas de la participación de Trumbo; y fue quien recibió el Premio Óscar al mejor argumento en su lugar. En 1993, se hizo una nueva estatuilla y se le entregó a Trumbo de forma póstuma, recibiéndolo su viuda Cleo. Cuando el filme fue lanzado en DVD en 2003, fue renombrado su crédito, y el 19 de diciembre de 2011, fue incorporado de forma completa por su trabajo. A su vez, el director Bernard Vorhaus, también parte de la "lista negra de Hollywood", trabajó como director asistente bajo un seudónimo.

### Casting
Wyler primero ofreció el papel a Cary Grant, pero este lo declinó, creyendo que era demasiado viejo para interpretar el interés amoroso de Hepburn (aunque ambos participarían juntos diez años más tarde en Charada). Otras fuentes dicen que Grant se negó porque sabía que toda la atención se centraría en el papel de la princesa. El contrato de Peck le dio la posibilidad de participar y figurar en los créditos como única estrella, con la novata Hepburn en un crédito mucho menos prominente. A mitad de las filmaciones, Peck le sugirió a Wyler que la dejara al mismo nivel, un gesto casi inaudito en Hollywood, previendo el talento de la actriz.
Para el papel de la princesa Anna, Wyler había considerado inicialmente a Elizabeth Taylor y Jean Simmons, pero ninguna estaba disponible. Wyler estuvo muy emocionado al encontrar a Hepburn, pero no la eligió hasta después de una prueba de cámara. Wyler no pudo quedarse y filmarla él mismo, pidiéndole al subdirector que le pidiera al camarógrafo y al técnico de sonido que continuaran grabando después de que el subdirector le dijera "cortar" para que la vieran relajada después de haber interpretado la prueba. Esto último hizo que ganara el papel, y parte de ella se incluyó más tarde en el tráiler original de la película. Roman Holiday no fue la primera actuación de Hepburn (apareció en películas neerlandesas e inglesas desde 1948, y en el teatro, incluyendo el papel principal en una adaptación de Broadway de Gigi), pero fue su primer papel importante en el cine y su primera aparición en una película estadounidense. Wyler quería una actriz "anti-italiana", distinta a las maggiorate como Gina Lollobrigida, y sobre Hepburn dijo:

No tiene culo, ni tetas, ni ropas ajustadas, ni tacones altos. En resumen, un marciano. Será una sensación.

Además, el filme contó con la aparición de las hijas de Wyler en una escena en que el personaje de Peck pide una cámara fotográfica a unas niñas de la ciudad; y con dos periodistas internacionales de los diarios españoles españoles ABC y La Vanguardia.

### Rodaje

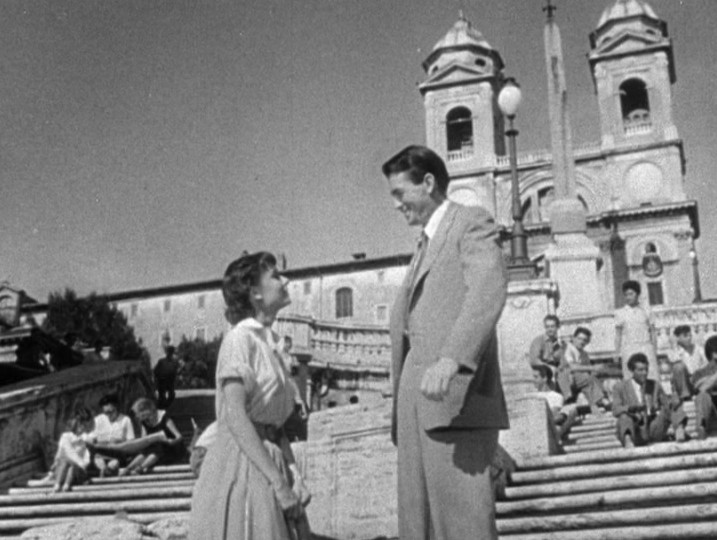
Joe y Anna en las escalinatas de la plaza de España.
Fotograma del tráiler.

Roman Holiday supuso toda una innovación en el rodaje de exteriores. Wyler desechó la idea de rodar con escenarios artificiales para dar un protagonismo particular a la ciudad de Roma. Entre los principales lugares de filmación se cuentan la Piazza della Rotonda, el Panteón de Agripa, el Castillo Sant'Angelo y el río Tíber, la Fontana di Trevi, la plaza Venezia, la plaza de España, la iglesia Trinità dei Monti, el Coliseo, la Bocca della Verità (donde Peck gasta una broma a Hepburn de haber perdido su mano, y que gustó tanto a Wyler que fue incluida en el filme), la Via Margutta (donde se ubicaba el apartamento de Joe), la Via dei Fori Imperiali, la Via della Stamperia (donde Anna va a una peluquería), la galería del Palacio Colonna (que sirvió para la escena final de despedida de Anna), y el Palazzo Brancaccio (donde se ambientaban las habitaciones de la princesa).
Aunque se quiso originalmente filmarla en color, fue rodada en blanco y negro debido al alto costo de producir el filme en Roma.

## Recepción
La película obtuvo un estimado de $3 millones en la taquilla estadounidense durante su primer año de lanzamiento.
Debido a la popularidad de la película, tanto Peck como Hepburn fueron contactados para filmar una secuela, pero el proyecto nunca fue iniciado.

### Premios y candidaturas

#### Premios Óscar
En la 26.ª ceremonia de los Premios Óscar, Roman Holiday fue presentada como candidata a diez premios, de los que obtuvo tres.
| Año  | Categoría                                  | Receptor                           | Resultado  |
| ---- | ------------------------------------------ | ---------------------------------- | ---------- |
| 1954 | Mejor película                             | William Wyler, productor           | Candidata  |
| 1954 | Mejor director                             | William Wyler                      | Candidato  |
| 1954 | Mejor actriz                               | Audrey Hepburn                     | Ganadora   |
| 1954 | Mejor actor de reparto                     | Eddie Albert                       | Candidato  |
| 1954 | Mejor argumento                            | Dalton Trumbo                      | Ganador    |
| 1954 | Mejor guion                                | Ian McLellan Hunter y John Dighton | Candidatos |
| 1954 | Mejor dirección de arte (blanco y negro)   | Hal Pereira y Walter H. Tyler      | Candidatos |
| 1954 | Mejor fotografía (blanco y negro)          | Franz Planer y Henri Alekan        | Candidatos |
| 1954 | Mejor diseño de vestuario (blanco y negro) | Edith Head                         | Ganadora   |
| 1954 | Mejor montaje                              | Robert Swink                       | Candidato  |

#### Premios BAFTA
Para la 7.ª ceremonia de los Premios BAFTA, el filme fue el que contó con más nominaciones, cuatro en total. De estas, solamente ganó uno.
| Año  | Categoría                          | Receptor                | Resultado |
| ---- | ---------------------------------- | ----------------------- | --------- |
| 1953 | Mejor película de cualquier fuente | William Wyler, director | Candidata |
| 1953 | Mejor actor extranjero             | Gregory Peck            | Candidato |
| 1953 | Mejor actor extranjero             | Eddie Albert            | Candidato |
| 1953 | Mejor actriz británica             | Audrey Hepburn          | Ganadora  |

#### Otros premios
Hepburn recibió el Globo de Oro a la mejor actriz - Drama y el Premio del Círculo de Críticos de Cine de Nueva York a la mejor actriz, mientras que Ian McLellan Hunter y John Dighton recibieron el Premio WGA a la mejor comedia estadounidense escrita. Wyler sería candidato al Premio del Sindicato de Directores a la mejor dirección.